# Miconia albertii
Miconia albertii är en tvåhjärtbladig växtart som beskrevs av Henry Allan Gleason. Miconia albertii ingår i släktet Miconia och familjen Melastomataceae.
Artens utbredningsområde är Colombia. Inga underarter finns listade i Catalogue of Life.